# Samospev

Samospev je skladba za pevski glas in klavir. Razvila se je ob koncu 18. stoletja. V literaturi Zahodne resne glasbe je spremljevalni instrument večinoma klavir, lahko pa je tudi klarinet, kitara, marimba, itd.
Gre za glasbeno obliko, ki je svoj vrh dosegla v 19. stoletju.
V romantiki klavir nima samo vlogo spremljave, ampak je enakovreden partner solistu (Schubert, Wolf, Schumann).
Navdih so skladatelji tistega časa jemali iz narave, občutkov, ljubezenskih vsebin itd.
Značilno je tonsko slikanje, kar pomeni, da skladatelji s pomočjo raznih ritmičnih figur, itd. poskušajo pričarati dogajanje v poslušalčevi glavi. Iz zvoka lahko razberemo dogajanje in zgodbo same skladbe.

## Zgledi
- Franz Schubert: »Die Forelle« (Postrv)
- Franz Schubert: »Erlkönig« (Vilinski kralj)
- Franz Schubert: »Gretchen am Spinnrade« (Marjetica pri kolovratu)
- Robert Schumann: »Im wunderschönen Monat Mai«